# Cubophis ruttyi
Cubophis ruttyi es una especie de serpientes de la subfamilia Dipsadinae.

## Distribución geográfica
Es endémica de Pequeña Caimán.